# Alexander Meile
Alexander Julian Meile (* 25. März 1983 in Dachau, Bayern) ist ein deutscher Schauspieler. Er absolvierte eine Schauspielausbildung am Max-Reinhardt-Seminar in Wien und war von 2009 bis 2014 am Vorarlberger Landestheater in Bregenz engagiert. Seit 2016 ist er Mitglied des Schauspielensembles am Landestheater Linz.

## Theater (Auswahl)
- 2011: Peer Gynt in Peer Gynt, Vorarlberger Landestheater, Bregenz[3]
- 2013: Pilot / Erzähler in Der Kleine Prinz, Vorarlberger Landestheater, Bregenz
- 2016: Kein Stück über Syrien, Werk X, Wien
- 2017: Ariel in Der Sturm von William Shakespeare, Landestheater Linz
- 2017: Thomas Bernhard in Thomas Bernhard: Wille zur Wahrheit – Bestandsaufnahme von mir, Inszenierung Verena Koch, Landestheater Linz[4]
- 2018: Kasimir in Kasimir und Karoline von Ödön von Horvath, Regie Susanne Lietzow, Landestheater Linz[5]
- 2019: Maria Stuart von Friedrich Schiller, Regie Susanne Lietzow, Landestheater Linz

## Filmografie
- 2006: Grenzgänger (Kurzfilm)
- 2008: Echte Wiener – Die Sackbauer-Saga
- 2009: Unmut (Kurzfilm)
- 2010: Vielleicht in einem anderen Leben
- 2011: Schneegrenze (Kurzfilm)
- 2014: Verbotene Liebe

## Auszeichnungen
- 2016: Nestroypreis in der Kategorie Beste Off-Produktion für das Stück Kein Stück über Syrien des Aktionstheater Ensemble am Werk X, Wien.
- 2019: Nominierung Nestroypreis Beste Bundesländer-Aufführung für Kasimir und Karoline von Ödön von Horváth, Landestheater Linz in der Inszenierung von Susanne Lietzow (Rolle des Kasimir)